# تفجير مسجد كابول 2021

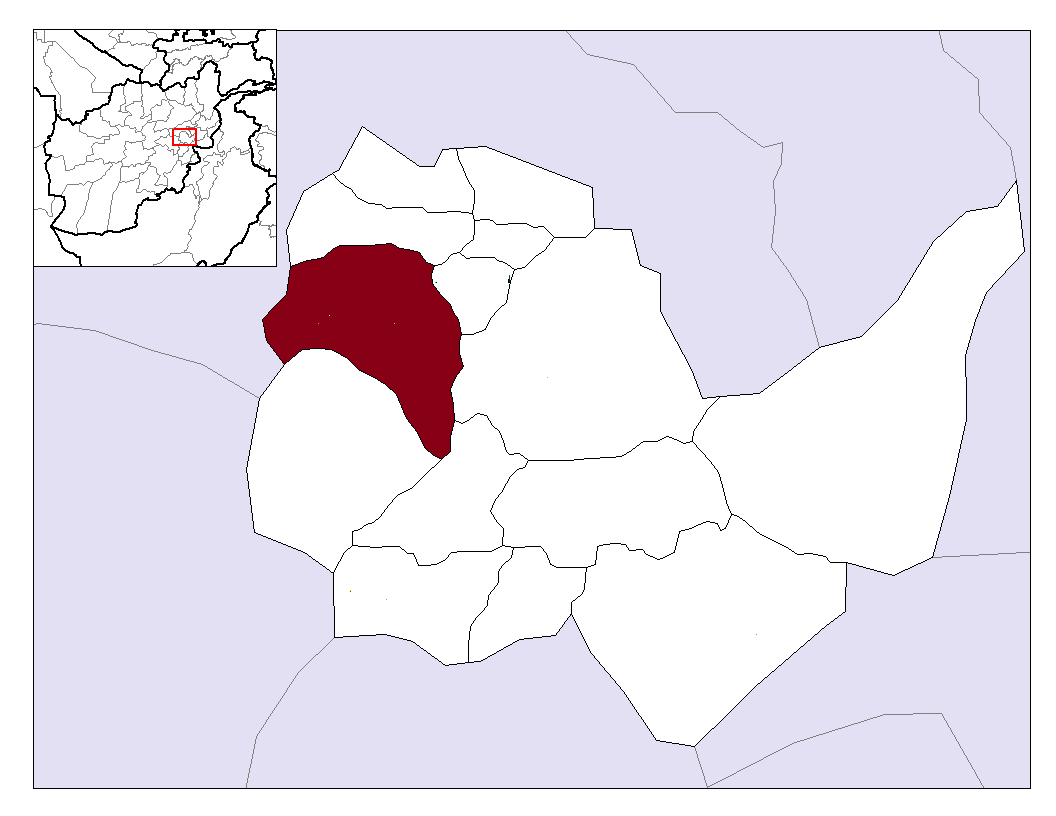
موقع مسجد كابول على الخريطة

تفجير مسجد كابول في 14 مايو 2021 قُتل اثنا عشر شخصًا بينهم إمام، وأصيب 15 آخرون عندما انفجرت قنبلة داخل مسجد في منطقة شكردارا في ضواحي كابول عاصمة أفغانستان. ولم يعلن أحد مسؤوليته. كان التفجير قد وقع بعد يوم واحد من خول وقف مؤقت لإطلاق النار بين طالبان والقوات الأفغانية لمدة ثلاثة أيام لمناسبة عيد الفطر.